# Cheirolophus metlesicsii
Cheirolophus metlesicsii là một loài thực vật có hoa trong họ Cúc. Loài này được Parada mô tả khoa học đầu tiên năm 1984.